# Copenhagen Jazz Festival

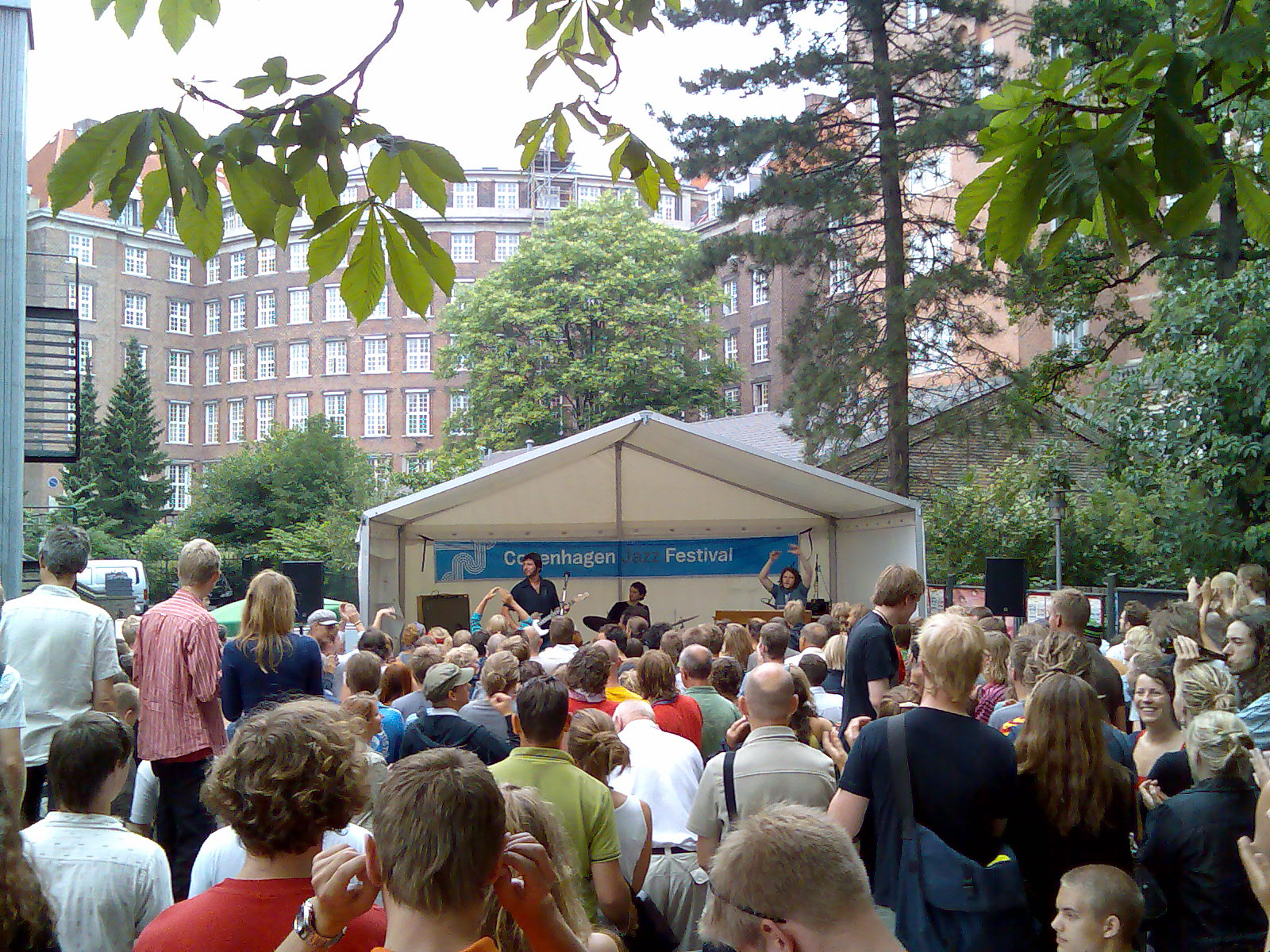
Ibrahim Electric beim Copenhagen Jazz Festival 2006

Das Copenhagen Jazz Festival (CJF) findet seit 1979 jährlich an zehn Tagen im Juli in Kopenhagen statt und ist eines der größten europäischen Jazzfestivals. Spielstätten sind zum Beispiel das „Copenhagen Jazz House“ oder der Glaspalast im Tivoli, aber auch in vielen Cafés, Hotels, Museen, Kulturorten der Stadt, der Oper, Plattenläden, Parks und sogar in Apotheken und Antiquariaten. Neben internationalen Stars spielen auch zahlreiche Musiker der heimischen Jazzszene. Einige Konzerte sind kostenlos (oder wie bei Open-Air-Konzerten im Tivoli im normalen Eintrittspreis inbegriffen).
2007 gab es rund 1000 Konzerte an rund 90 Spielorten. 2005 kamen 240.000 Besucher. 2006 waren u. a. Brad Mehldau, Jamie Cullum, Herbie Hancock, Bill Frisell, Dee Dee Bridgewater, Pat Metheny zu hören.
Das Festival wird von der Kommune und vom Staat gefördert und wird getragen von Organisationen wie dem „Dansk Musiker Forbund“ und der „Danish Jazz Federation“, die das Festival auch international präsentiert (wie in den USA und Berlin).
Das Festival 2011 litt unter Regenfluten, der Jazzclub „Jazz House“ stand unter Wasser und konnte erst ein Jahr später renoviert neueröffnet werden. Auf dem 34. Copenhagen Jazzfestival 2012 traten unter anderem das Vijay Iyer Trio auf, Ambrose Akinmusire, John Scofield, Paolo Fresu und Mulgrew Miller. Von den 1.200 Konzerten in zehn Tagen organisierte das Festival – Leiterin ist seit 10 Jahren Signe Lopdrup – 180 Konzerte selbst, die Übrigen kommen von weiteren lokalen Veranstaltern. Der Ko-Finanzier, die Stadt Kopenhagen, sorgte dafür, dass möglichst viele Open-Air-Konzerte in den Stadtteilen platziert wurden. Das Festival fand auf über 100 verschiedenen Bühnen über die Stadt verteilt statt.
2014 präsentierten sich Größen wie Gregory Porter, Chick Corea & Stanley Clarke, The John Scofield Überjam Band, Joey DeFrancesco Trio, Tinariwen, Concha Buika, Daniel Puente Encina, Thurston Moore & Mats Gustafsson, Christian McBride Trio, Hiromi und Cæcilie Norby.
Zeitweise (ab etwa 1987) war George Wein mit seiner Festival Production an der Produktion beteiligt.
Im März 2017 wurde die Anfrage des israelischen Jazzmusikers Alon Farber (Alon Farber Hagiga Quintet featuring Avishai Cohen) missverständlich „aus politischen Gründen“ abgewiesen, da zu hohe Kosten für Sicherheitsmaßnahmen befürchtet wurden, was die Policy-Regeln der Festivalmacher extra ausschlossen. Nach einem Shitstorm in den Medien und politischem Druck nahm das Jazzfestival seinen Bescheid, keine israelischen Hochprofil-Musiker spielen zu lassen, vorläufig zurück.

## Festival 1979–2017
| Year | Highlights | Venues | Concerts (approx.) |
| ---- | --- | ------ | ------------------ |
| 1979 | Sonny Rollins Quintet, Pharoah Sanders, Weather Report, Benny Waters, Bob Brookmeyer/Jim Hall, Count Basie, Carla Bley, Ella Fitzgerald/Joe Pass, Horace Parlan/Doug Raney Quartet, Oscar Peterson/Stéphane Grappelli/Niels-Henning Ørsted Pedersen, Ron Carter Quartet, Svend Asmussen, Aske Bentzon, Thad Jones & Bent Jædig, Dollar Brand, Roland Hanna & Thad Jones Quartet, Leonardos Jazzkapel, Papa Bue, New Jungle Orchestra, Clark Terry | 14     | 80                 |
| 1980 | Art Farmer Quartet, Chet Baker, Brecker Brothers, Stan Getz, Jan Garbareks Orkester, Dizzy Gillespie Quartet, Freddie Hubbard Quintet, George Adams/Don Pullen Quartet, John Lee Hooker, Ray Charles, Kenny Drew, John Tchicai, Etta Cameron, Cadentia Nova Danica, Buki Yamaz, Egberto Gismonti, Pat Metheny Group, Dollar Brand, Svend Asmussen, David Liebman, Chico Hamilton | 23     | 110                |
| 1981 | Gil Evans Orchestra, Herbie Hancock Quartet, Chico Freeman, Art Pepper Quartet, Bennie Wallace Trio, Chick Corea Quartet, Jazz-Rock Summit feat. Michael Brecker, Randy Brecker, Janne Schaffer, Stefan Nilsson & Per Lindvall, Eddie Palmieri, James Blood Ulmer, Dollar Brand, Finn Ziegler, Jesper Thilo | 26     | N/A                |
| 1982 | Bennie Carter Group, Jack Walrath Group, Joe Pass/Niels-Henning Ørsted Pedersen Duo, Kenny Drew, Palle Mikkelborg's Entrance, Milton Nascimento, Egberto Gismonti, Sun Ra Arkestra, Charles Lloyd, Michel Petrucciani, Gerry Mulligan Big Band, Bobby McFerrin, Miroslav Vitous, Steps feat. Michael Brecker, Mike Mainieri, Don Grolnick, Eddie Gomez & Peter Erskine, Freddie Hubbard/Joe Henderson/Kenny Barron/Ron Carter/Tony Williams, Horace Parlan, Bent Jædig, Clinch, Ernie Wilkins Almost Big Band | 22     | 100                |
| 1983 | Art Blakey and His Jazz Messengers, Bobby McFerrin Solo and Baden Powell Solo, Charles Lloyd Quartet, Dizzy Gillespie, McCoy Tyner/Elvin Jones, Duke Jordan Solo Piano, Jan Garbarek Group & Kenny Drew Solo Piano | 24     | 180                |
| 1984 | Kenny Drew's Trio, Mose Allison Trio, Niels-Henning Ørsted Pedersen, Randy Brecker/Eliane Elias Group, Duke Jordan/Jesper Lundgaard Duo, Stanley Clarke/Miroslav Vitous Duo, Johnny Griffin/Eddie Lockjaw Davis Group, Stanley Clarke, Archie Shepp, Arthur Blythe, Egberto Gismonti/Naná Vasconcelos, Jerry Gonzales, Dollar Brand Septet, Don Pender, Casiopea | 26     | 160                |
| 1985 | Gilberto Gil Group, McCoy Tyner Trio, Jack DeJohnette Special Edition, Jamaaladeen Tacuma Group, Baltimore Peabody Ragtime Ensemble, Bob Moses Group, Count Basie, Frontline, Jimmy Witherspoon/Dee Dee Bridgewater Group, Joe Pass/Niels-Henning Ørsted Pedersen Duo, Etta Cameron Jazzgroup | 40     | 268                |
| 1986 | Wayne Shorter Quartet, Carla Bley, David Sanborn Group, Gil Evans Orchestra, John Scofield Group, Betty Carter Trio, Milton Nascimento, John Tchicai Quartet, Terri Lyne Carrington, Egberto Gismonti, Joe Henderson/Woody Shaw | 38     | N/A                |
| 1987 | Airto Moreira / Flora Purim, Chick Corea, Gary Burton Group, Gato Barbieri Group w. Bernard Purdie, John Scofield Group, Stan Getz Quartet, Kenny Drew / Jesper Lundgaard, Manhattan Transfer, C.V. Jørgensen, Ornette Coleman & His Prime Time Band w. special guest Don Cherry, Last Exit feat. Peter Brötzmann, Sonny Sharrock, Bill Laswell & Ronald Shannon Jackson | 35     | N/A                |
| 1988 | Art Blakey's Jazz Messengers, Dee Dee Bridgewater, Horace Silver Quintet, Michel Petrucciani/Gary Peacock/Roy Hanes, Lee Konitz/Joe Pass duo, Dizzy Gillespie Big Band, Irakere, Lee Konitz Nonet, Michel Camilo Trio, Tony Williams | 50     | 354                |
| 1989 | Allegro, Betty Carter, Henri Threadgill, Denny Christianson Big Band (CA), Michael Brecker Band, Monty Alexander & his Ivory and Steel Jamboree, New Music Orchestra 1989, Roy Rogers and the Delta Rhythm Kings & Super Diamono de Dakár | 53     | N/A                |
| 1990 | Dizzy Gillespie + United Nation Orchestra, Ladysmith Black Mambazo, Michael Brecker Band, Palle Mikkelborg Journey to…, Gary Burton Quintet, Wayne Shorter Group, Herbie Mann, Take 6 | 57     | N/A                |
| 1991 | Enrico Pieranunzi Trio, David Sanborn Band feat. Kenny Kirkland, Tom Barney, Al Foster, Don Alias, Kip Hanrahan w. Jack Bruce, Michel Camilo Quintet, Yellowjackets & Michael Franks, Bob Berg, Mike Stern Quartet, Robert Cray Band feat. Memphis Horns, Kip Hanrahan & Jack Bruce, Abdullah Ibrahim, Joe Lovano/Jim Hall Grand Slam, Eliane Elias, Joe Henderson | 52     | N/A                |
| 1992 | Albert King, Return of the Brecker Brothers, Derek Bailey, The New Music Orchestra, Eliane Elias Group, Fajabefa Nordic Tour '92 feat. Charlie Haden, Jack DeJohnette, Niels-Henning Ørsted Pedersen, Steve Coleman Five elements, Chick Corea & Mario Bauza | 51     | N/A                |
| 1993 | Sonny Rollins, Gil Scott Heron, John Abercrombie, Fourmost feat. Jimmy Smith, Herman Riley, Kenny Burrel, Grady Tate, The Wynton Marsalis Septet, Roy Hargrove Quintet, Bill Frisell Band, Dino Saluzzi Mojotoro Project, Arturo Sandoval & His Band, Elvin Jones, Maceo Parker & Roots Revisited, Palle Mikkelborg & Niels-Henning Ørsted Pedersen Trio, New Orleans Original Brass Band, Lluís Vidal, Gangstarr Quartet feat. Guru, Donald Byrd & Roy Ayers Jazzmatazz, Once Around The Park | 52     | 450                |
| 1994 | Oscar Peterson, Buddy DeFranco & Terry Gibbs Quintet, Lionel Hampton and His Golden Men of Jazz, Thomas Clausen Trio feat. Gary Burton, Gateway, John Abercrombie, Dave Holland, Jack DeJohnette, Mike Stern Group feat. Dave Weckl, Svend Asmussen, Steve Coleman & The Metrics, Egberto Gismonti, Django Bates, Joakim Milder | 64     | N/A                |
| 1995 | Art Farmer – Benny Golson Jazztet, B.B.King, Thomas Blachman meets Al Agami and Remee, Wynton Marsalis & Lincoln Center Jazz Orchestra, Django Bates & Delightful Precipice, Eddie Harris Jazzfunk Explosion | 54     | N/A                |
| 1996 | Abbey Lincoln, Horace Silver Septet, Jan Garbarek Group, Marilyn Mazur's Future Song, Michel Petrucciani, Niels-Henning Ørsted Pedersen m. Renée Røsnes, Ulf Wakenius, Jonas Johansen og Radiopigekoret, Svend Asmussen, Wayne Shorter Group, Chick Corea, Wallace Roney, Joshua Redman, Christian McBride & Roy Haynes, Abdullah Ibrahim & Joe Lovano/Jim Hall Grand Slam, Davie Liebman, John Abercrombie, Herlin Riley, Kruder & Dorfmeister, Supersilent, Nils Petter Molvær | 57     | N/A                |
| 1997 | Herbie Hancock feat. Michael Brecker, Pat Metheny & Dave Holland, Eric Clapton feat. Steve Gadd, Marcus Miller, David Sanborn & Joe Sample, Svend Asmussen Quartet, James Hardway Group, Joe Lovano Quartet & Maceo Parker, Etta Cameron & The Voices of Joy, Arne Domnerus Trio, Renee Rosnes | 50     | 450                |
| 1998 | Tony Bennett, Barbara Best Singers, Cassandra Wilson, Charles Lloyd Quartet, Joe Louis Walker & The Bosstalkers, Zaniwul Syndicate, Mingus Big Band, Niels-Henning Ørsted Pedersen, Mats Gustafsson & Keith Rowe, Louis Moholo, OK Nok Kongo feat. John Tchicai, Cæcilie Norby & Danish Radio Jazz Orchestra, Marilyn Mazur, Future 3, Eddie Gomez solo | 48     | 500                |
| 1999 | Keith Jarrett, Herbie Hancock, Tony Bennett, Dianne Reeves, Ralph Irizarry & Timbalaye, Gary Peacock, Jack DeJohnette, Thomas Franck Quartet, Chick Corea & Origin feat. Gary Burton, Ed Thigpen Trio, Niels-Henning Ørsted Pedersen, Svend Asmussen, Palle Mikkelborg, Adam Nussbaum Trio, Ginman/Steen Jørgensen, Tys Tys | 60     | N/A                |
| 2000 | Diana Krall, Roy Haynes, Toots Thielemans, Tony Bennett, Michael Brecker/Pat Metheny, Richard Galliano, Natalie Cole, Curtis Stigers, Maria Schneider, McCoy Tyner, Wallace Roney/Jimmy Cobb, Avishai Cohen, Tys Tys, Once Around The Park, Ernie Wilkins Big Band feat. Clark Terry, Regina Carter | 70     | N/A                |
| 2001 | Ray Charles, Charlie Haden, Wayne Shorter, Olu Dara, Richard Bona, Dianne Reeves, Bill Frisell, Nnenna Freelon, Peter Brötzmann, Marilyn Mazur, Mike Stern, Joe Lovano, Clark Terry, Marilyn Crispell, Django Bates, Bugge Wesseltoft, Hanne Boel, Jon Balke Grand Magnetic | N/A    | N/A                |
| 2002 | Palle Mikkelborg & Ars Nova, John Scofield, Joe Lovano, Dave Holland, Al Foster, Miroslav Vitous, Michel Portel, Richard Galliano, Svend Asmussen, Pablo Ziegler, Doug Raney, Ed Thigpen, Finn Ziegler, Maceo Parker, Randy Crawford, Django Bates, Tim Berne, Copenhagen Art Ensemble, Thomas Lehn/Paul Lovens, Peter Bastian | N/A    | N/A                |
| 2003 | Dianne Reeves, Tony Bennett, Tomasz Stanko, Herbie Hancock, Cassandra Wilson, Dee Dee Bridgewater, Svend Asmussen, Louis Sclavis, Arve Henriksen, Charanga Habanera, Sidsel Endresen, Bugpowder, Fredrik Lundin Basalt, Palle Mikkelborg, Beautiful Day, Ben Street, Ikscheltaschel, T.I.G. | 90     | 800                |
| 2004 | Herbie Hancock feat. Wayne Shorter, Dave Holland & Brian Blade, Gilberto Gil, Tomasz Stanko, John Scofield, Danilo Perez, Keith Jarrett Trio, Ahmad Jamal, Milton Nascimento, Dianne Reeves, Albert „Tootie“ Heath, Johnny Griffin, Povl Dissing & Benny Andersen, The Bad Plus, Diana Krall | N/A    | N/A                |
| 2005 | Chick Corea, Hermeto Pascoal, Zaniwul Syndicate, Yusuf Lateef, Pierre Dørge & New Jungle Orchestra, Madeleine Peyroux, Curtis Stigers, Jan Garbarek & The Hilliard Ensemble, Brad Mehldau, Gary Burton Quintet, Roy Haynes, Joe Lovano/Hank Jones, Babakarej, Kirsten Ketcher, Bugpowder, Bleeder Group, Marc Ducret, Bugge Wesseltoft, Matthew Herbert, Ginman/Blachman/Dahl, Marilyn Mazur, Efterklang, George Duke | 95     | N/A                |
| 2006 | Herbie Hancock, Svend Asmussen Quartet, Salif Keita, Tony Allen, Gotan Project, Pat Metheny, Michel Camilo, Richard Bona, Sergio Mendes, Brad Mehldau, Dianne Reeves, John Scofield/Jack DeJohnette/Larry Goldings, Fred Frith, Otomo Yoshihide, DR Big Band, Maria Laurette Friis, Chris Cheek, Henry Grimes | N/A    | N/A                |
| 2007 | Joshua Redman Trio, Kenny Garrett Quartet, Jan Garbarek Group, McCoy Tyner, Zawinul Syndicate, Mavis Staples, Medeski, Scofield, Martin & Wood, Yellowjackets, Tomasz Stanko, Maceo Parker, Tower of Power, Eliane Elias, Kurt Elling, George Clinton, Bojan Z, Johann Johansson, Bajofondo Tangoclub, Joey DeFrancesco, Fred Frith, Natacha Atlas, Jørgen Leth | 89     | 900                |
| 2008 | Ornette Coleman, Wayne Shorter, Cassandra Wilson, Annette Peacock, Denmark's New Jungle Orchestra, Joe Lovano, Ravi Coltrane, Dave Liebman, Brad Mehldau Trio, Angélique Kidjo, David Murray, Maceo Parker Black Saint Quartet, Jason Moran, Charles Loyd Quartet & The Zawinul Syndicate | N/A    | N/A                |
| 2009 | Chick Corea, Blind Boys of Alabama, Dianne Reeves/Lizz Wright/Angelique Kidjo/Simone, Palle Mikkelborg Aura, Bajofondo, Spanish Harlem Orchestra, Aaron Parks, Daedelus, Dee Dee Bridgewater, George Duke, James Taylor, Jose Gonzalez, Sebastian, Yusef Lateef | 99     | 900                |
| 2010 | Herbie Hancock, Elvis Costello, Diana Krall, Martha Wainwright, Joe Lovano & DR Big Band, Caetano Veloso, Marcus Miller & Esperanza Spalding, Scott DuBois, Vijay Iyer, Gretchen Parlato, Joshua Redman Double Trio, Jason Moran Bandwagon, Mark Turner/Larry Grenadier/Jeff Ballard, Eddie Palmieri, Caroline Henderson, David Sanborn/Joey De Francesco/Steve Gadd, Bill Frisell, Raul de Souza, Dianne Reeves, Evan Parker, Fred Frith, Chris Corsano, John Abercrombie | 96     | N/A                |
| 2011 | Sonny Rollins, Keith Jarrett/Gary Peacock/Jack DeJohnette, Bobby McFerrin, Mike Stern, Dianne Reeves/Lizz Wright/Angelique Kidjo, Juhani Aaltonen, Gary Burton, Abdullah Ibrahim, Bunky Green, Charles Lloyd, Terence Blanchard, Brad Mehldau/Joshua Redman, Oumou Sangare, Ebo Taylor, Raul Midon/Richard Bona, Larry Graham & Central Station, Palle Mikkelborg, Michael Blake, Hamid Drake, Andrew Cyrille, The Pyramids, Girls in Airports, Quadron | 106    | 1100               |
| 2012 | Brad Mehldau Trio, Anoushka Shankar, Miles Smiles, Wayne Shorter Quartet, Choir of Young Believers, Caroline Henderson, The John Scofield Hollowbody Band, Girls in Airports, Vijay Iyer, Jim Hall, Ambrose Akinmusire, Joe Lovano / Dave Douglas, Neneh Cherry & The Thing, Goran Kajfeš, The Necks, Nosaj Thing, Chalie Hunter, Milton Nascimento, Lezek Mozdzer, Concha Buika, Getatchew Mekuria, The Ex, Bassakou Kouyate, Tony Allen, Lee Konitz, James Blood Ulmer | 109    | N/A                |
| 2013 | Marcus Miller & Richard Bona, Cassandra Wilson, Dianne Reeves, Macy Gray & David Murray Infinity Quartet, Cæcilie Norby, Medeski, Martin & Wood, Becca Stevens, Thundercat, Tomasz Stanko, Ibrahim Maalouf, Mariam The Believer, Paul Jackson, Joelle Leandre, Bill Frisell, Charles Lloyd/Zakir Hussein/Eric Harland, Joe Lovano, Tower of Power, Warren Wolf, Billy Cobham, Sunny Murray, Tyshawn Sorey, Phil Minton, Enrico Pieranunzi, Arturo Sandoval, Betty LaVette, Branford Marsalis, Terence Blanchard | 97     | N/A                |
| 2014 | Gregory Porter, Chick Corea & Stanley Clarke, The John Scofield Überjam Band, Joey DeFrancesco Trio, Tinariwen, Concha Buika, Daniel Puente Encina, Thurston Moore & Mats Gustafsson, Christian McBride Trio, Hiromi, Cæcilie Norby, Stacey Kent, Danilo Pérez/Brian Blade/John Patitucci, Christian McBride Trio, The Thing, Dave Holland Prism, Jakob Bro/Thomas Morgan/Jon Christensen/Palle Mikkelborg, Shashank Subramanyam, Joshua Redman Quartet, Manu Katché/Richard Bona, Aaron Parks, Joey Alexander, Stian Westerhus, Melissa Aldana, Selvhenter, Josephine Forster feat. Michael Zerang, Juju & Jordash, Kassem Mosse, Søren Kjærgaard/Simon Steen-Andersen | 100    | N/A                |
| 2015 | Lady Gaga & Tony Bennett, Herbie Hancock & Chick Corea, Caetano Veloso & Gilberto Gil, Brad Mehldau Trio, Dr. John, Rhiannon Giddens, The Savage Rose, Michel Camilo, Gary Peacock Trio, Yellowjackets, The Bad Plus, Joshua Redman, Salif Keita, Jamie Cullum, Dianne Reeves, Al Jarreau, Enrico Pieranunzi, Vijay Iyer, Fire! Orchestra, Jason Moran, Eve Risser, Bill Frisell, Ben Sidran, Blood Sport, Charles Hayward, Toto La Momposina, Orlando Julius, Nate Wooley, Maria Faust, Okkyung Lee | 95     | 1300               |
| 2016 | Burt Bacharach, Gregory Porter, Pat Metheny, Dee Dee Bridgewater, Richard Bona & Mandekan Cubano, Branford Marsalis Quartet ft. Kurt Elling, Charles Lloyd New Quartet, Sun Ra Arkestra directed by Marshall Allen, GoGo Penguin, Melanie De Biasio, Gino Vannelli, Lizz Wright, Bixiga 70, Ed Motta, Egberto Gismonti, Arturo Sandoval, Gary Peacock, Meshiya Lake, Tomasz Stanko, Alexander von Schlippenbach, Micachu, DR Big Band, Marilyn Mazur Shamania | 120    | 1400               |
| 2017 | Anoushka Shankar, Herbie Hancock, Jamie Cullum, Woody Allen, Norah Jones, Erykah Badu, Bill Frisell Trio, Oumou Sangaré, Roberto Fonseca, Jason Moran, Ambrose Akinmusire, Mark Guiliana, Eliane Elias, Jan Garbarek Group, Lee Konitz/Dan Tepfer, Dee Dee Bridgewater, Curtis Stigers, Cory Henry & The Funk Apostles, David Sanborn, Youn Sun Nah, Coco O., Kira Skov & Maria Faust, Mikkelborg/Lundin/Dahl/Ginman/Blachman, Sølvtøjet, August Rosenbaum, Phronesis, MoGoToYoYo, Matana Roberts, The Music of Nicolai Munch-Hansen | 128    | 1425               |